# Fungal Genetics and Biology
Fungal Genetics and Biology, wcześniej wychodzące pod tytułem Experimental Mycology – czasopismo naukowe publikujące wyniki badań naukowych o grzybach i organizmach grzybopodobnych, które wiążą ich strukturę i funkcje ze wzrostem, rozmnażaniem, morfogenezą i różnicowaniem. W czasopiśmie tym szczególnie prezentowane są badania nad organizacją i ekspresją genów oraz procesami rozwojowymi na poziomie komórkowym, subkomórkowym i molekularnym. Czasopismo publikuje również badania eksperymentalne dotyczące cytologii grzybów, biochemii, fizjologii, genetyki i filogenezy.
Autorzy publikujący artykuły mają możliwość wyboru licencji; może to być otwarty dostęp, albo licencja zamknięta. Artykuły publikowane na licencji zamkniętej są dostępne tylko dla abonentów, artykuły publikowane na licencji otwarty dostęp (open access) są dostępne również online.